# Robin Hood Gardens
Les Robin Hood Gardens sont un ensemble résidentiel de Poplar, à Londres, conçu à la fin des années 1960 par les architectes Alison et Peter Smithson et achevé en 1972.

## Histoire
Il a été construit comme un ensemble de logements sociaux avec des maisons réparties sur des « rues dans le ciel » (streets in the sky) : c'est-à-dire des logements sociaux caractérisés par de larges passerelles aériennes de béton, un peu comme le grand ensemble de Park Hill à Sheffield. Il a été créé en réaction à l'Unité d'habitation de Le Corbusier. L'ensemble a été construit par le Greater London Council, mais par la suite, le London Borough of Tower Hamlets en est devenu le propriétaire.
Le projet, le premier grand projet de logement construit par les Smithson, se composait de deux blocs, l'un de dix et l'autre de sept étages, avec entre eux un grand espace vert.
Un programme de réaménagement a été approuvé en 2012. Une tentative soutenue par un certain nombre d'architectes notables pour empêcher le réaménagement en obtenant une protection pour l'ensemble a été rejeté par le gouvernement en 2009. La démolition du bloc ouest a commencé en décembre 2017. Le bloc est, qui est toujours habité par des locataires, doit être démoli plus tard.

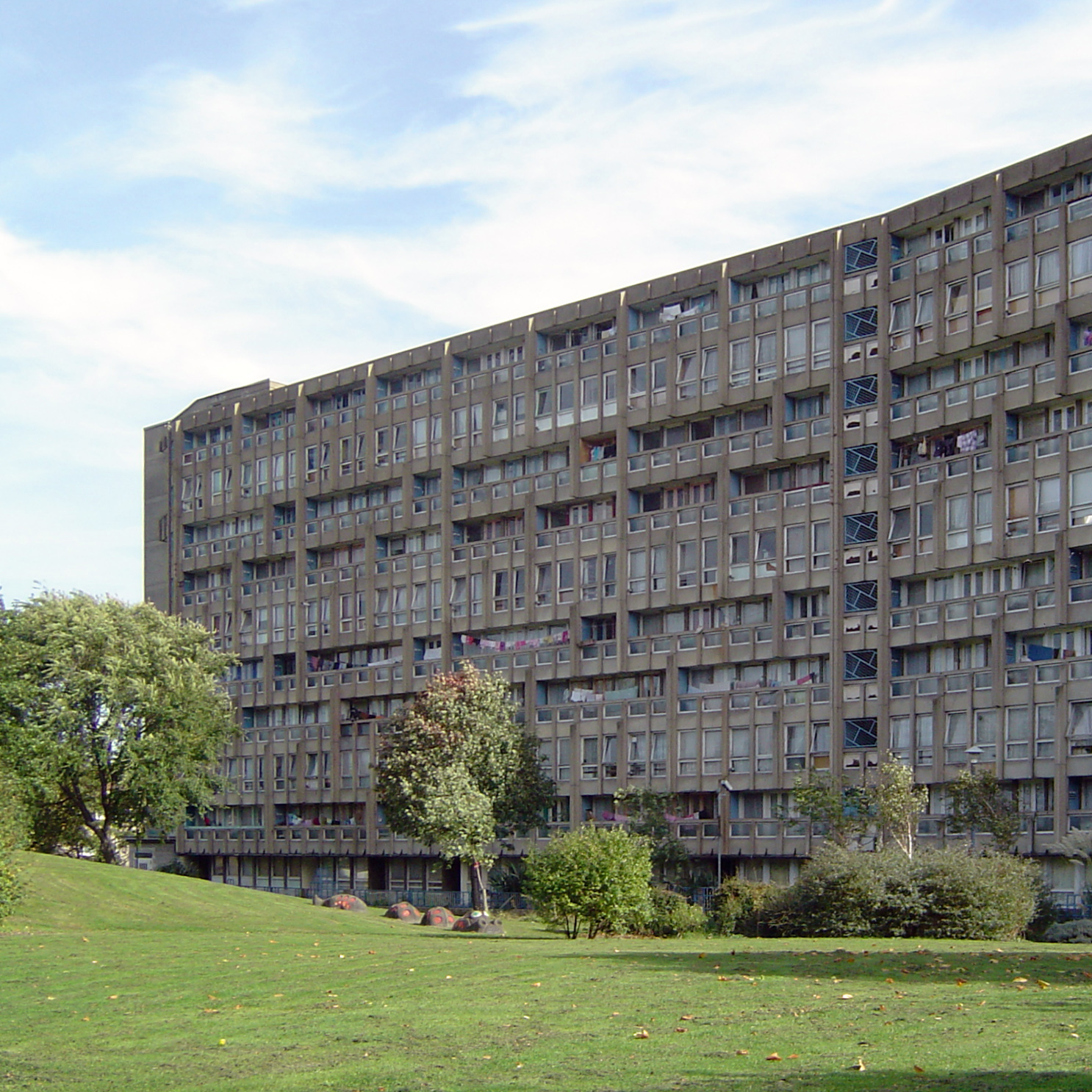
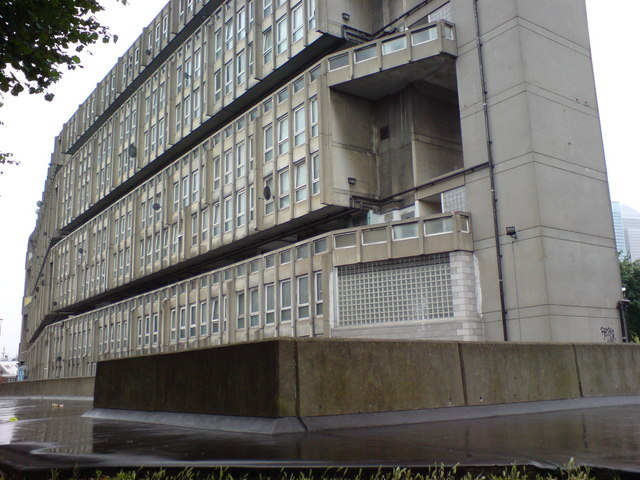
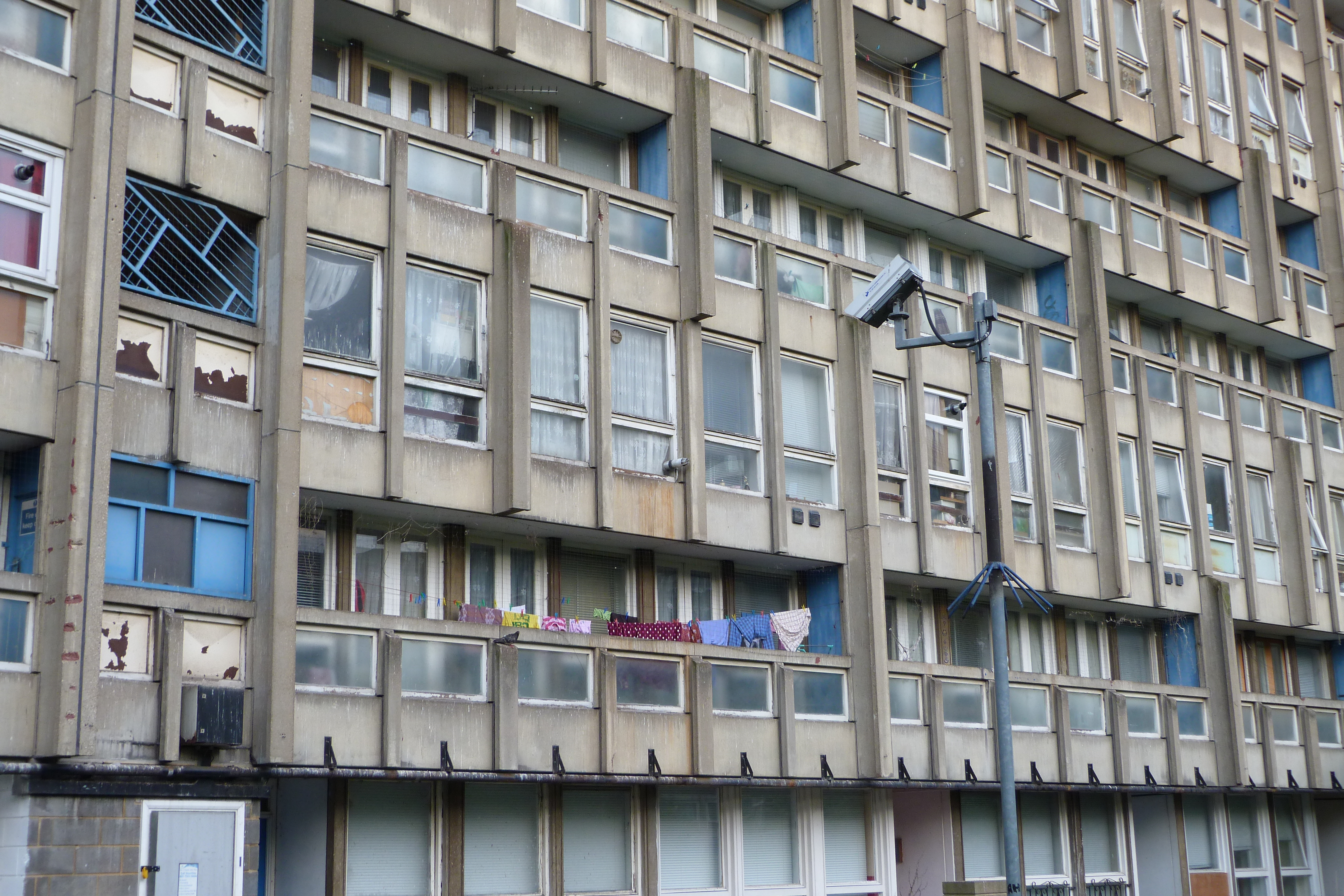
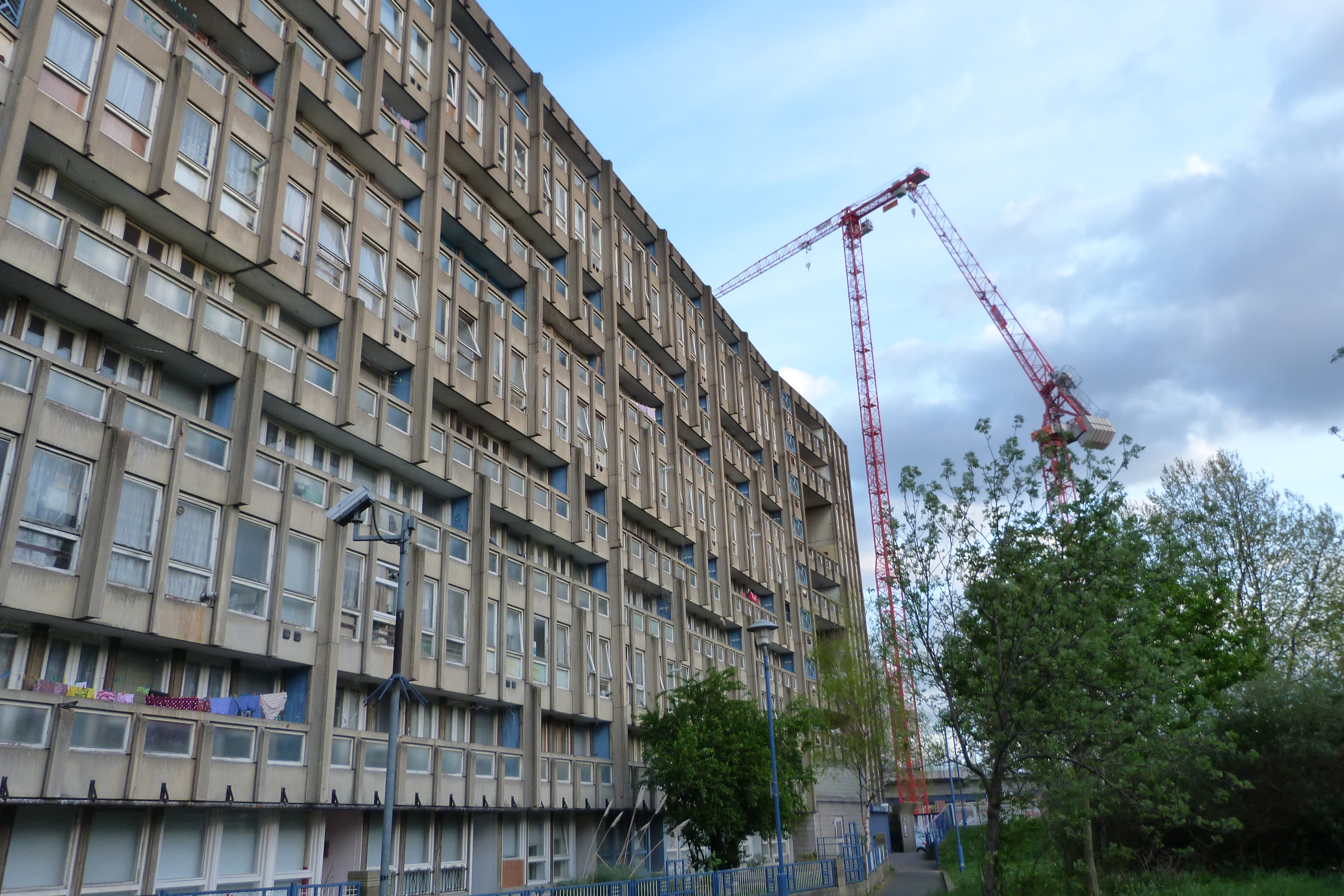
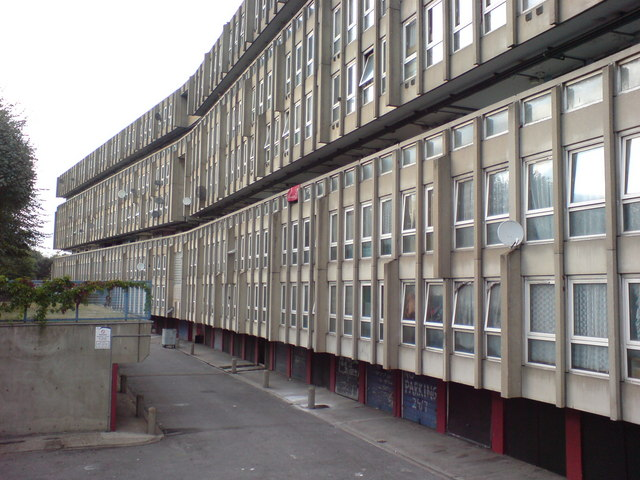
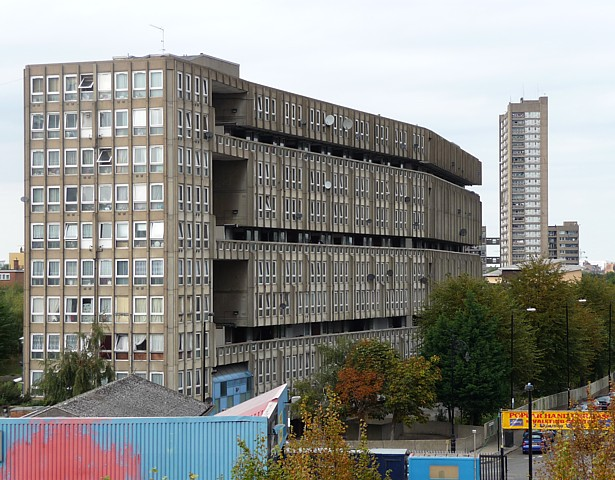
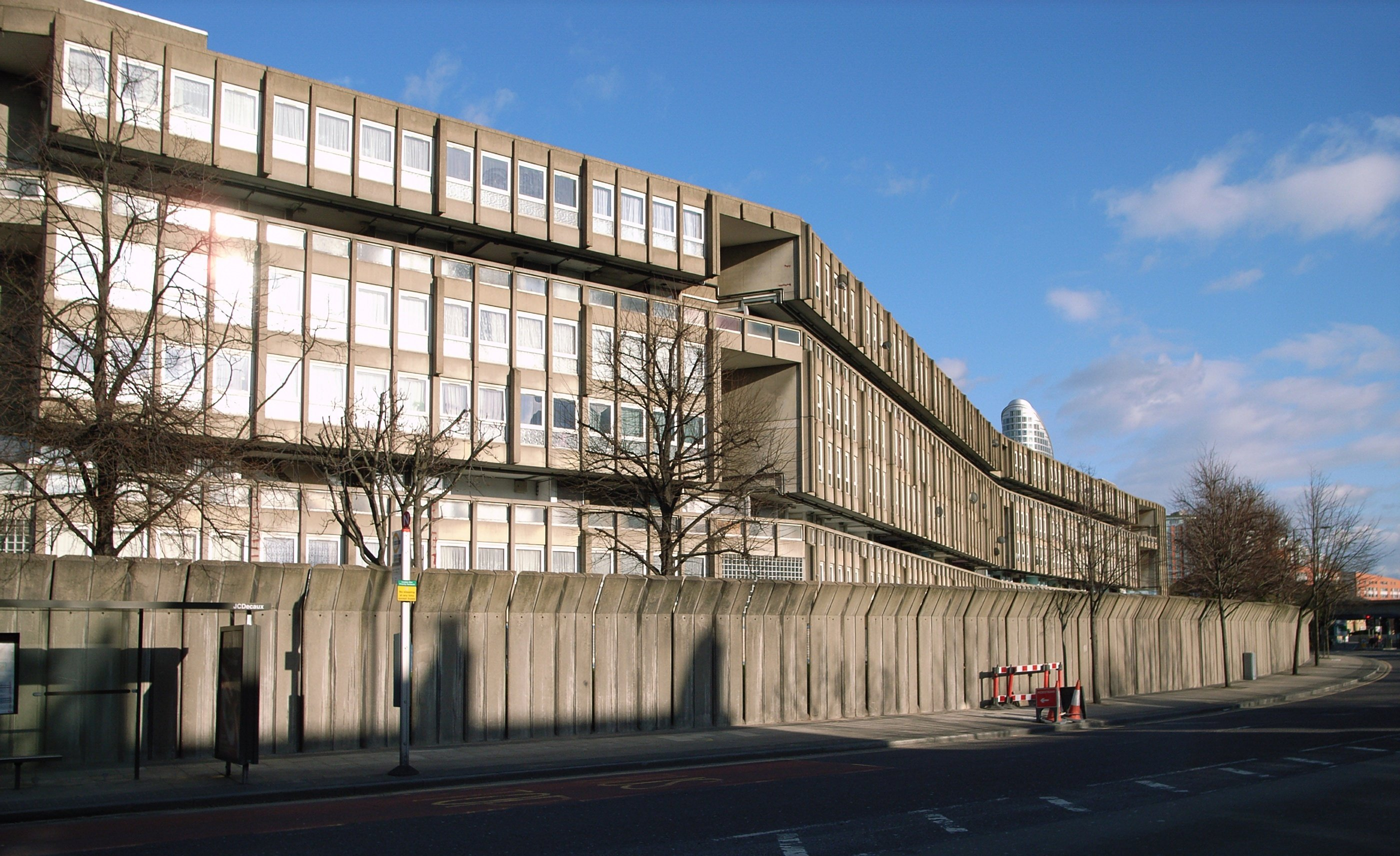

## Postérité
Une partie du bâtiment a été conservée par le Victoria and Albert Museum et a été présentée à l'Exposition internationale d'architecture de Venise en 2018.